# Danuta Chlupová
Danuta Chlupová (ur. 12 lutego 1968 roku w Czeskim Cieszynie) – polska pisarka i dziennikarka mieszkająca w Czechach, laureatka głównej nagrody Literacki Debiut Roku 2017. Jej małą ojczyzną jest Zaolzie – część Śląska Cieszyńskiego, która w 1920 roku została ostatecznie włączona do ówczesnej Czechosłowacji.

## Życiorys
Córka Jadwigi i Alfreda Lotterów. Ma siostrę Beatę. Pochodzi z Suchej Górnej, gdzie także uczęszczała do Polskiej Szkoły Podstawowej. Jest absolwentką polskiej klasy Średniej Szkoły Ekonomicznej w Czeskim Cieszynie. Po maturze studiowała na Wydziale Ekonomicznym w Wyższej Szkole Górniczej w Ostrawie. W 1989 roku wyszła za mąż (Zdeněk Chlup) i zamieszkała w Hawierzowie. Jest matką trójki dzieci. W 2005 roku powróciła do swej rodzinnej wsi, gdzie zbudowała dom pod lasem. W 2007 roku po urlopie macierzyńskim rozpoczęła pracę w gazecie Głos Ludu, gdzie rozwinęła swoją pasję dziennikarską i literacką. W 2012 roku rozpoczęła pracę nad swoją pierwszą książką.

## Twórczość
W latach osiemdziesiątych XX wieku zadebiutowała na łamach młodzieżowego czasopisma Płomyk jako laureatka konkursów literackich ogłoszonych przez to wydawnictwo. Publikowała również na Zaolziu m.in. w Gazetce Pioniera, Zwrocie i Kalendarzu Śląskim. Jako powieściopisarka zadebiutowała w 2017 roku, wysyłając swoją powieść „Blizna” na konkurs Literacki Debiut Roku 2017 zorganizowany przez wydawnictwo Novae Res w Gdyni i zdobywając I Nagrodę. Za uzyskanie głównej nagrody została nominowana w konkursie Kongresu Polaków w Republice Czeskiej „Tacy Jesteśmy 2017”. W 2019 roku ukazała się jej druga powieść „Trzecia terapia”. Obecnie pracuje nad kolejną powieścią.

## Publikacje[5]
- 2017: Blizna
- 2019: Trzecia terapia
- 2020: Organista z martwej wsi
- 2023: Podróż w niechciane (cykl: Podróż w niechciane, tom 1)
- 2023: Droga ku nadziei (cykl: Podróż w niechciane, tom 2)

## Nagrody
2017: główna nagroda Literacki Debiut Roku 2017